# Médersa du cheikh Belkhir
La médersa du cheikh Belkhir (arabe : مدرسة الشيخ بلخير) est l'une des anciennes médersas de la médina de Tunis.
Il s'agit d'un habous géré par le cheikh Mohamed Belkhir Al-Sahli (محمد بلخير الساحلي), un savant et notaire à El Hajjamine. Cet édifice a disparu à la suite de la réduction progressive de ses revenus.